# Partidul Liberal Democrat
Partidul Liberal Democrat (PLD), var ett liberalt parti i Rumänien, bildat i december 2006 och upplöst 2008 genom sammanslagning med Partidul Democrat (PD) till Liberaldemokratiska partiet (PD-L).